# Louis Breitner
Louis Breitner   (Trieste, 22 de març de 1851 - valor desconegut) fou un pianista francès d'origen austríac.
Nascut en una família jueva. Es va graduar al Conservatori de Milà a la classe d'Antonio Angeleri, després va estudiar amb Anton Rubinstein (algunes fonts afirmen que també treballa amb Franz Liszt). Va debutar a l'escenari del concert a mitjans dels anys 1870. -en particular, actuacions a Londres el 1876 (el crític va assenyalar que el jove intèrpret toca bé i, al mateix temps, ha trobat una certa sofisticació de la carcassa, però encara ha de desenvolupar el seu propi estil individual).
Més tard va viure principalment a París. A la segona meitat de la dècada de 1880. Va actuar com a part d'un trio de piano amb Martin Pierre Marsick i Sigmund Burge, després el 1892-1893 la part de violí la va dirigir a l'esposa de Breitner, Berthe Breitner-Haft, i la part del violoncel Ferdinando Ronchini. Va realitzar l'estrena de la cançó Sapphic Op. 91 de Camille Saint-Saëns per a violoncel i piano (1892, juntament amb Jules Delsart). El 1895 actuà a Viena amb el "Quartet Rose". El 1899, per primera vegada a Berlín, va interpretar el poema simfònic de César Franck Genies (amb l'Orquestra Filharmònica de Berlín dirigida per Josef Rebicek). El 1901-1902 va recórrer els EUA.
A finals dels anys 1890. Va ser un respectat professor privat, a principis dels anys 1910, va ensenyar a Berlín al conservatori Stern. Entre els seus estudiants hi havia Cortland Palmer, Jr..
Concert dedicat a Breitner per a piano i orquestra Op. 113 de Rubinstein (1889) i un dels "Dotze nous estudis artístics" Op.107 de Benjamin Godard (1888).